# Simeon Simeonov (voetballer, 1983)
Simeon Simeonov (Bulgaars : Симеон Симеонов) (Dobritsj, 13 juli 1983) is een voormalige Bulgaars voetballer die voorkeur speelde als middenvelder.

## Carrière
Simeonov speelde voor PFK Dobroedzja Dobritsj, Naftex Boergas, Tsjerno More Varna en Kaliakra Kavarna.
In 1997 trad Simeonov toe tot de jeugdopstelling van CSKA Sofia en promoveerde tijdens het seizoen 2001-02 naar het reserveteam. Hij kreeg een oproep voor de Bulgaarse bekerwedstrijd tegen Yantra Gabrovo op 24 oktober 2001 en hij zat op de bank.